# Fahrradfreundliche Kommune (Baden-Württemberg)
Die Auszeichnung Fahrradfreundliche Kommune wird vom Land Baden-Württemberg verliehen. Voraussetzung für die Verleihung ist die Mitgliedschaft in der Arbeitsgemeinschaft Fahrradfreundlicher Kommunen in Baden-Württemberg (AGFK-BW) und eine erfolgreich abgelegte Prüfung vor einer Kommission des Landesbündnisses ProRad. Nach fünf Jahren muss die Auszeichnung erneuert werden. Seit 2020 erfolgt die Verleihung der Auszeichnung differenziert nach Bronze-, Silber- und Gold-Status. Im Jahr 2024 wurden erstmals Kommunen mit dem Siegel „Qualität für Fuß und Rad“ für das Erreichen einer definierten Qualitätsstufe ausgezeichnet.

## Preisträger
Stand 2022 sind zehn Städte und drei Landkreise ausgezeichnet:
- 2011 und 2017: Freiburg
- 2011, 2017 und 2022: Karlsruhe
- 2011, 2017 und 2022: Offenburg
- 2012 und 2018: Kirchheim unter Teck
- 2012 und 2018: Heidelberg
- 2013 und 2019: Landkreis Göppingen
- 2014: Tübingen (nicht requalifiziert)
- 2015: Lörrach (nicht requalifiziert)
- 2017 und 2022: Mannheim
- 2019: Heilbronn
- 2020: Landkreis Karlsruhe
- 2020: Landkreis Lörrach
- 2021: Konstanz
- 2021: Singen
- 2022: Bad Säckingen

### Freiburg
Im Modal Split hatte der Radverkehr in Freiburg Anfang 2015 einen Anteil von 28 %. Dies sollte bis 2020 auf 30 % gesteigert werden.
Freiburg hat sich als fahrradfreundliche Stadt qualifiziert, da es u. a. am Hauptbahnhof seit September 1999 eine Fahrradstation gibt und Freiburg eine der neun Pilot-Städte der Kampagne Kopf an: Motor aus in den Jahren 2009 und 2010 gewesen ist.
Grundlage für die Radverkehrspolitik in Freiburg war zunächst der Verkehrsentwicklungsplan 2020 mit umfangreichen Konzepten zur Radverkehrsförderung und dem Ziel einer Verlagerung des motorisierten Individualverkehrs auf den Umweltverbund. Die Prüfungskommission mahnte im Jahr 2011 an, dass weitere Anstrengungen zur Verbesserung der Verkehrssicherheit unternommen werden sollten, und hat eine Reihe an Auflagen erlassen.
Im Jahr 2013 wurde das Radverkehrs-Konzept 2020 u. a. mit dem Ziel einer deutlichen Senkung der Radunfälle verabschiedet.
Für den Ausbau der Rad-Infrastruktur wollte Freiburg im Doppelhaushalt 2013/14 3 Millionen Euro ausgeben.
Im Jahr 2014 hat Freiburg neben dem Radverkehrszähler, der der Stadt zusammen mit der Auszeichnung zur fahrradfreundlichen Kommune übergeben wurde, drei weitere angeschafft. Mit den Zählstellen konnte nachgewiesen werden, dass die Anzahl der Radfahrenden zwischen 2013 und 2015 um 30 Prozent gestiegen ist. Der Zählerstand an der Wiwilíbrücke, zwischen Hauptbahnhof und Radstation ist online abrufbar.
Zwei Streckenabschnitte des Radwege-Netzes mit insgesamt 14 Kilometer Länge sind als Rad-Vorrang-Routen ausgewiesen. Längerfristig soll es 13 solcher Routen geben.
Beim ADFC-Fahrradklima-Test wurde Freiburg im Jahr 2012 hinter Münster auf Platz zwei gelistet. Im gleichen Ranking im Jahr 2014 hat Freiburg hinter Karlsruhe den dritten Platz bei den Städten ab 200.000 Einwohnern errungen.
Vielen Freiburgern ist das Tempo der Radförderung zu gering. In einem ‚Schwarzbuch‘ wird bemängelt, dass beschlossene Konzepte nur langsam umgesetzt und dass in Freiburg noch immer pro Woche 10 Radfahrer verletzt würden.
Der ADFC bemängelte im Jahr 2015, dass der Gemeinderat die Investitionen in den Radverkehr um 60 % senken und dabei die Ausgaben für Sicherheitsmaßnahmen komplett streichen wolle.
2017 erhielt die Stadt erneut den Titel.
Zum Jahresende 2022 ging an der Messe der erste Radweg mit Solardach in Europa in Betrieb.
Im März 2023 wurde das Radnetz Plus im Mobilitätsausschuss vorgestellt. Dieses sieht vier Radschnellwege und acht Radvorrangrouten als Ergänzung zum Radnetz 2020 vor. Die Radschnellwege führen nach Norden nach Waldkirch und Emmendingen, nach Osten nach Kirchzarten, nach Süden nach Bad Krozingen und nach Westen nach Breisach.

### Karlsruhe
In Karlsruhe wurde im Jahr 2012 ein Radverkehrsanteil von 25 % überschritten. Für 2020 wird ein Anteil von 30 % angestrebt.
Bereits im Jahr 2005 wurde ein 20-Punkte-Programm zur Radförderung eingeführt, das 2013 fortgeschrieben wurde.
Seit 2007 gibt es am Hauptbahnhof eine Fahrradstation mit 440 Stellplätzen.
Ebenfalls seit 2007 gibt es ein nicht an Stationen gebundenes System von Leih-Fahrrädern. Die Standorte von verfügbaren Räder sind über Internet und Handy-App recherchierbar.
Karlsruhe beteiligte sich seit 2009 an der Kampagne Kopf an: Motor aus und hatte innerhalb dieser Kampagne z. B. ‚Coaching-Packs‘ an vor Ampeln wartende Autofahrer verteilt, die u. a. eine ‚Kurzstrecken-Fahrschule‘ enthielten. 2009 und 2010 hatte Karlsruhe die Zero-Emission-Mobility-Kampagne gewonnen, d. h. die Kosten der Kampagne wurden vom Bundesministerium für Umwelt, Naturschutz und Reaktorsicherheit (BMUNR) übernommen.
Über die Jahre hinweg wurden in Karlsruhe 4.300 Fahrräder an Studenten verlost und im Jahr 2014 wurden 200 Fahrrad-Helme verschenkt.
Das im 20-Punkte-Programm selbst gesetzte Ziel, die fahrradfreundlichste Stadt in Süddeutschland zu werden, konnte im Jahr 2014 mit dem 2. Platz hinter Münster erreicht werden.
Innerhalb der bundesweiten Initiative Deutschland bewegt sich sieht Ingo Froböse von der Kölner Sporthochschule Karlsruhe sogar 2015 auf dem ersten Platz.
Das innerhalb des 20-Punkte-Programms festgelegte Ziel, die Radverkehrs-Sicherheit um 15 % zu verbessern, konnte nicht erreicht werden. Im Jahr 2010 und 2012 gab es fast 500 verletzte Radfahrer.
Im Internet-Auftritt der Stadt Karlsruhe sind sehr viele Informationen zum Radverkehrsnetz, zu Rad-Verkehrsregeln, zum Rad-Verkehrszähler und zu Baustellen hinterlegt.
Mit den beiden Reallaboren „KIT findet Stadt“ und „Go Karlsruhe!“ werden in Karlsruhe neben dem Radverkehr auch die Stadtentwicklung und der Fußgängerverkehr gefördert.
Im Jahr 2017 fanden in Karlsruhe vom 24. bis zum 28. Mai Veranstaltungen zum Jubiläum 200 Jahre Fahrrad (‚Radiale‘) statt. Damit wurde der Erfindung des Fahrrades durch Karl Drais gedacht.

### Offenburg
In Offenburg liegt der Radverkehrs-Anteil bei 25 % und damit auf ähnlichem Niveau wie in den Universitäts-Städten Freiburg und Karlsruhe.
Im Jahr 2013 wurde am Hauptbahnhof die vollautomatische Fahrradparkgarage „Radhaus“ für 120 Fahrräder fertiggestellt.
In Offenburg gibt es die Besonderheit, dass parallel zum öffentlichen Fahrradverleih-System Fahrräder und Tandems kostenlos an Bürger und Touristen verliehen werden.
Bei der wissenschaftlichen Begleitung des eBike-Verleihs wurde festgestellt, dass 50 % der Ausleiher aus der Stadt selbst kamen.
Nach sehr guten Werten in den Vorjahren ist Offenburg beim ADFC-Radklima-Test 2014 vom zuvor erzielten 8. auf den 15. Platz abgerutscht. Als Ursache wurden Konflikte mit Autofahrern genannt, auf die die Stadt reagieren will.
Offenburg setzt auf ein aktives Mobiliäts-Management und will die Wahlfreiheit zwischen den Verkehrsträgern ermöglichen, den Umweltverbund fördern und den Besetzungsgrad von Pkw erhöhen.
Um die Wahlfreiheit zu verbessern, wurden z. B. vier Mobilitäts-Stationen mit 34 Fahrrädern, 7 Elektro-Autos und 3 Pedelecs eingerichtet. Zum Bezahlen kann ein Karten-System genutzt werden.
Die Stadt Offenburg informiert in ihrem Internet-Auftritt über ihre kostenlose Pelelec-Aufladestation, über das bereits 2003 eingeführte Scherbentelefon, über das integrierte Verkehrs-Konzept und das Mobiliäts-Management.

### Kirchheim unter Teck

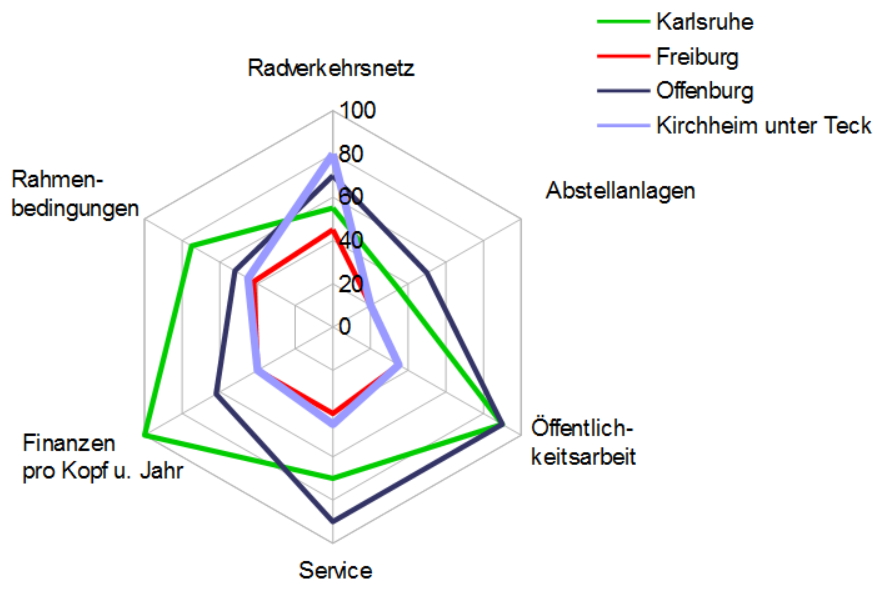
Bewertung von ADFC-Mitgliedern (2012)

Kirchheim unter Teck hatte im Jahr 2009 einen Radverkehrs-Anteil von 14 % lag, der bis 2020 auf 20 % gesteigert werden soll.
Der ADFC lobte Kirchheim im Jahr 2012 für sein Netz an straßenunabhängigen Wegen, bemängelte jedoch einige Drängelgitter und gemeinsam geführte Geh- und Radwege.
Kirchheim unter Teck hat die Maßnahmen zur Förderung des Radverkehrs in einem Radverkehrs-Leitplan zusammengefasst.
Im Radverkehrs-Bericht stellt der Radverkehrs-Beauftragte die bereits umgesetzten Maßnahmen vor.
Am Bahnhof gibt es eine Fahrradstation, in der u. a Räder und Pedelecs verliehen werden.
2013 wurde der Lauter-Alb-Lindach-Radweg eingeweiht, ein Abzweig des Neckartal-Radwegs.
Kirchheim hat sich an der AGFK-BW Gemeinschaftsaktion Brötchentüte im Frühjahr 2014 beteiligt, mit der auf den Tüten darüber aufgeklärt wurde, warum Radfahren fit und gesund hält.
Die Kirchheimer Gymnasien nahmen 2015 am AGFK-Modellprojekt Rad-Schulweg-Plan teil, bei dem u. a. über ein webfähiges Geo-Informationssystem Problemstellen entlang des Schulwegs identifiziert wurden.
Der Internet-Auftritt der Stadt informiert über Rad-Termine, über Radverkehrs-Anlagen, über die Rad-Station, über kostenlos ausleihbare Einkaufs-Anhänger, über das Scherben-Telefon, über das Neubürger-Infopaket und über das touristische Rad-Angebote.
Beim Fahrradklima-Test 2014 ist Kirchheim als Aufsteiger hinter Filderstadt und Lörrach eingestuft worden.

### Heidelberg

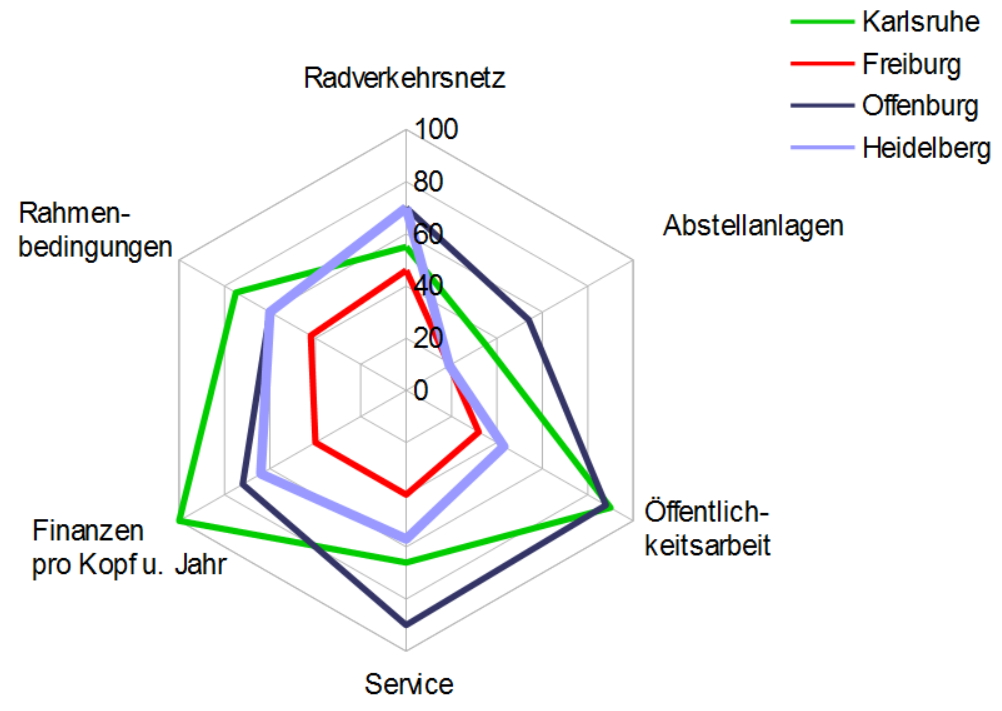
Bewertung von ADFC-Mitgliedern (2012)

In Heidelberg lag der Radverkehrs-Anteil Ende 2012 bei 25 %, im Jahr 2016 bei 30 %. Bereits im Jahr 2013 legten die Heidelberger Bürger 26 % ihrer Wege im Binnenverkehr mit dem Fahrrad zurück. In der Studie Mobilität in Deutschland wird dieser Anteil auch für das Jahr 2017 bestätigt. Nach einer Umfrage im Jahr 2018 legen 35 % der Heidelberger ihre Wege innerhalb der Stadt hauptsächlich mit dem Fahrrad zurück.
Es gibt ein Verkehrsmanagement und seit Ende 2014 einen Radverkehrsbeauftragten.
Seit 2015 gibt es ein öffentliches Radverleih-System, das neben Heidelberg auch die Städte Mannheim, Ludwigshafen und Speyer umfasst.
Ebenfalls seit 1. November 2015 wird der Radverkehr an vier Stellen automatisch gezählt. Der Stand der Zählanlagen ist online abrufbar.
In der Rhein-Neckar-Region ist die Fahrrad-Mitnahme in den S-Bahnen nach neun Uhr kostenlos möglich, wenn es vom Platz her reicht. Eine S-Bahn Fahrkarte kann bequem mit der Handy-App „eTarif“ gebucht werden, allerdings kann der vor neun Uhr nötige Fahrrad-Fahrschein leider nicht über diese Luftlinien-Tarif-App des RNV abgerechnet werden, da der RNV selbst die S-Bahnen nicht betreibt und in den Straßenbahnen dieses Verkehrsanbieters die Mitnahme von Fahrrädern kostenlos ist. An Wochentagen vor neun Uhr ist die Fahrrad-Mitnahme in Straßenbahnen allerdings verboten. Auch bei der Buchung eine Handy-Fahrkarte über die App „ticket2go“ des VRN ist das Mitbuchen eines Einzelfahrscheins für das Fahrrad nicht möglich.
Auf Initiative der Polizei fordert Heidelberg seit 2014 die Bürger mit der Präventionskampagne Plus5 dazu auf, sich auf dem Rad mehr Zeit zu nehmen, um sicher anzukommen. Die Heidelberger Polizei macht sich auch sonst nicht beliebt, wenn sie z. B. den Fahrradfahrern die Luft aus den Reifen lässt, falls die Beleuchtung nicht funktioniert. Vom Innenminister Reinhold Gall wurde die Kampagne gleichwohl mit dem Landespräventionspreis zur Verkehrssicherheit prämiert.
Ab 2016 werden auch Autofahrer in die Kampagne einbezogen, so der Polizeidirektor, der auf Aufklärung und repressive Nadelstiche setzt.
In Heidelberg gibt es deutliche Unfallschwerpunkte.
2013 wurden bei Radunfällen 245 Personen verletzt. Im Jahr 2015 waren es 293 Verletzte.
Bei einer repräsentativen Umfrage sagten 20 Prozent der Heidelberg, sie würden deshalb nicht mit dem Rad zur Schule oder zur Arbeit fahren, weil das zu gefährlich sei. Als Ursache wird angegeben, dass die Radwege zu schmal oder nicht klar als Radwege erkennbar seien.
Drei Viertel der Heidelberger wünschten sich von der Stadt eine stärkere Beschäftigung mit dem Thema Radverkehr. Über 80 % wünschten sich eine Initiative für ein besseres Miteinander im Verkehr und 75 % wünschten sich mehr Radwege. Insgesamt stellte die Studie jedoch fest, dass Fahrrad fahren in Heidelberg signifikant mehr Spaß macht als in anderen Städten.
Ein anstehendes Großprojekt sieht eine Verbindung zwischen der Bahnstadt und dem Uni-Gelände im Neuenheimer Feld vor. Dazu müssen Bahngleise im Bereich des Hauptbahnhofs und der Neckar überwunden werden.
Im Jahre 2016 wurde zusätzlich zu einem Teilstück der Plöck eine zweite Fahrradstraße in der Franz-Marc-Straße eingerichtet.
Im Jahr 2017 wurde eine Heidelberger Aktion mit dem Deutschen Fahrradpreis ausgezeichnet, bei der ein in einer Fahrrad-Straße abgestelltes Auto komplett mit Post-it Zetteln beklebt wurde.
Der seit dem Jahr 2015 kontinuierlich erweiterte Nextbike-Leihrad-Service, wurden bis 2017 auf 29 Stationen ausgebaut.
In Planung ist die Anbindung an zwei Rad-Schnellwege. Ein Schnellweg von Heidelberg über Mannheim nach Ludwigshafen und Schifferstadt ist bereits in der Umsetzung. Zu einem weiteren Schnellweg entlang der Bergstraße nach Darmstadt wird eine Machbarkeitsstudie ausgearbeitet.

### Tübingen

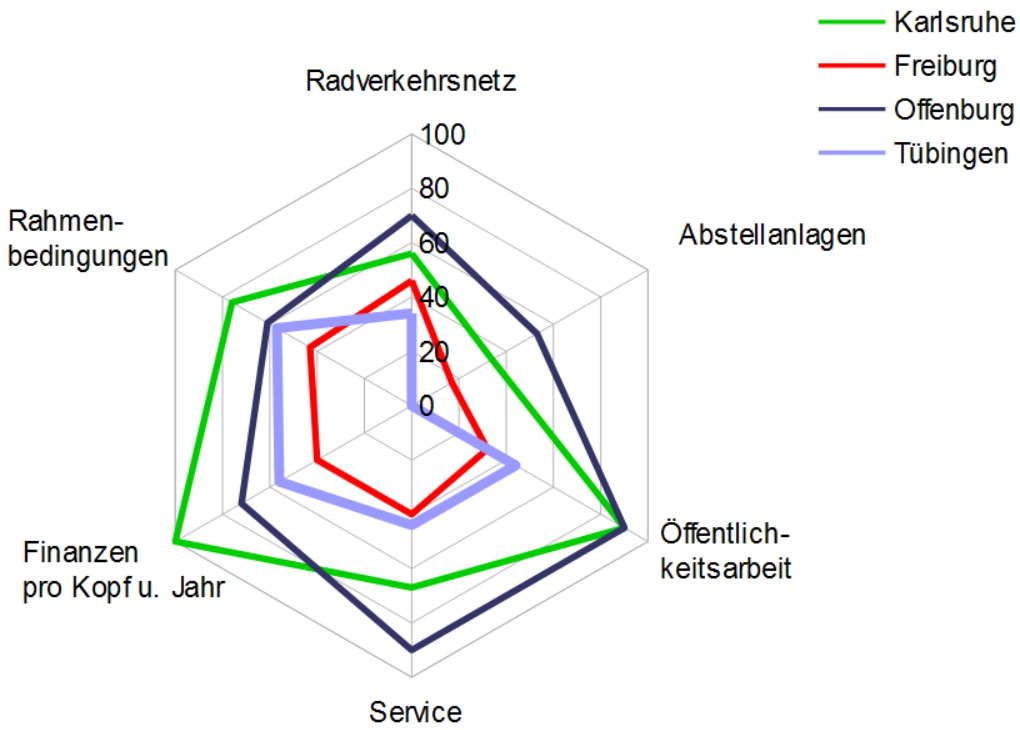
Bewertung von ADFC-Mitgliedern (2012)

Der Radverkehrs-Anteil in Tübingen lag im Jahr 2010 bei 20 % und konnte bis Ende 2015 auf 25 % gesteigert werden.
Seit 2010 hat Tübingen ein Radverkehrs-Konzept als Grundlage für die Fahrrad-Förderung. Es ist gut 400 Seiten dick und Bestandteil des integrierten Verkehrs-Konzepts Mobilität 2030 Tübingen. In Tübingen gibt es neun auf bzw. nahe bei den Fahrbahnen geführte Hauptrouten des Radverkehrs mit einer Gesamtlänge von knapp 90 km. Mit dem Radverkehrs-Konzept sollte neben durchgehenden, attraktiven Fahrradrouten, der Erhöhung von Sicherheit und Komfort sowie der Multi- und Intermodalität auch ein fahrradfreundliches Klima geschaffen werden.
Bereits vor 2010 gab es in Tübingen öffentliche Leih-Fahrräder. Ende 2015 wurde eine dritte Fahrrad-Straßen eingeweiht.
Im ADFC-Fahrradklima-Test belegte Tübingen 2014 landesweit den ersten Platz unter den Städten von 50.000 bis 100.000 Einwohnern und hat bundesweit den sechsten Platz erreicht. Positiv wurde hervorgehoben, dass Tübingen das Radfahren erfolgreich bewirbt und die Radfahrer als Verkehrsteilnehmer akzeptiert werden. Potentiale gäbe es noch bei den Rad-Abstellplätzen, den Rad-Mitnahmemöglichkeiten im Nahverkehr und dem Miteinander zwischen Radfahrern und Fußgängern.
Im Jahr 2015 wurde der Oberbürgermeister von Tübingen Boris Palmer zur fahrradfreundlichsten Persönlichkeit gewählt.
Im Intranet der Stadt gibt es einen Rad-Bußgeldkatalog, Tipps zur Rad-Beleuchtung, Adressen von vielen kostenlosen eBike-Lademöglichkeiten, ein Schlagloch-Telefon, Informationen zum Rad-Winterdienst und zu einem kostenlosen Lasten-eBike für die Öffentlichkeitsarbeit von Vereinen und Organisationen.

### Lörrach

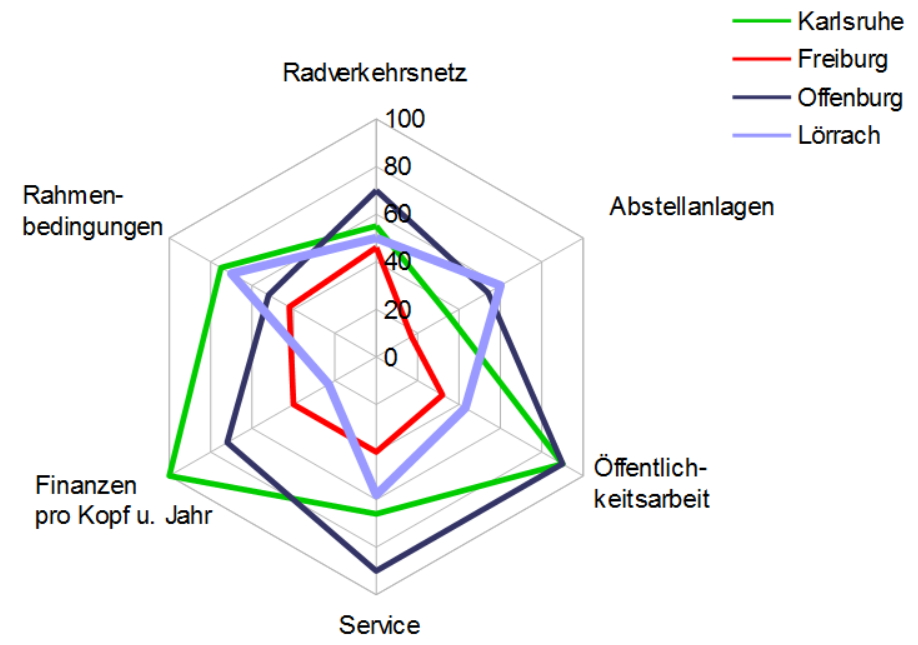
Bewertung von ADFC-Mitgliedern (2011)

Der Radverkehrs-Anteil in Lörrach liegt nach Aussagen der Stadt bei ca. 18 %.
Bereits innerhalb des Agenda Prozesses gab es in Lörrach eine Arbeitsgruppe zum Radverkehr, in der Verbesserungen unter Beteiligung der IG Velo und des Verkehrsclubs Deutschland (VCD) ausgearbeitet wurden.
Ein Radverkehrs-Konzept gab es seit 1998 und seit 2005 eine Integrierte Verkehrs-Konzeption.
Lörrach setzt verstärkt auf sogenannte alternierende Schutzstreifen, also Schutzstreifen, die abwechselnd rechts oder links aufgemalt sind.
Seit 2014 gibt es am Bahnhof die Radstation Velö, in der sichere Abstellplätze, Schließfächer und ein Reparaturservice zur Verfügung stehen. Tarife, Öffnungszeiten und Neuigkeiten für Rad-Interessierte sind auf einer eigenständigen Internet-Seite zu finden.
Die Fahrradmitnahme im ÖV ist generell kostenfrei möglich und ab 9 Uhr im SPNV und ganztägig in einzelnen Buslinien vorgesehen.
Bislang fühlt sich nur gut ein Drittel der häufig Radfahrenden in Lörrach subjektiv sicher.
Auch beim Schutz vor Fahrraddiebstahl gibt es Handlungsbedarf.
Beim Fahrradklima-Test 2014 wurde Lörrach unter den Städten mit weniger als 50.000 Einwohnern hinter Filderstadt auf Platz 2 in Baden-Württemberg eingestuft. Bundesweit liegt Lörrach auf Platz 25 der 292 Städte seiner Größenklasse.

### Mannheim
Im Jahr 2017 „habe Mannheim mit dem Ausbau seines Radverkehrsnetzes und mit der 200-Jahrfeier wichtige Signale für die Zukunft des Fahrradverkehrs gesetzt“, so die Begründung von Winfried Hermann für die Auszeichnung. „Mit dem neuen Netz hat Mannheim den Fahrradverkehr in der Stadt auf mittlerweile 18 Prozent gesteigert.“ „Mannheim habe, so der Minister, nicht nur den Ausbau des Radverkehrsnetzes vorangetrieben, sondern auch besonders bei der Kommunikation Maßstäbe gesetzt. Hierbei spiele insbesondere der große Einsatz der Stadt bei der 200-Jahrfeier des Fahrrads eine entscheidende Rolle.“

### Heilbronn
Heilbronn will den Radverkehrsanteil bis 2025 auf 15 Prozent erhöhen.

### Konstanz
Innerhalb von gut 10 Jahren konnte der Radverkehrsanteil in Konstanz von 24 % auf 34 % im Jahr 2018 gesteigert werden.

### Singen
Nach der ersten Auszeichnung als fahrradfreundliche Kommune im Jahr 2021 wurde Singen 2024 mit einer „Qualitätsstufe“ in der Fuß- und Radverkehrsplanung prämiert.

### Bad Säckingen
Zwei Fahrradstraßen, sieben Service-Stationen und ein gutes Fahrradklima führten 2022 zur erstmaligen Auszeichnung von Bad Säckingen als fahrradfreundliche Kommune.

### Landkreis Göppingen
Durch das Radverkehrs-Konzept des Landkreises Göppingen ist ein Radwege-Netz entstanden, das alle 38 Gemeinden des Kreises miteinander verbindet und eine Länge von 830 km hat. Das Konzept aus dem Jahr 2011 listet auf 600 Seiten 466 Einzelmaßnahmen auf.
Die Auszeichnung wurde dem Landkreis nicht nur für die Förderung des Alltagsradverkehrs verliehen, sondern auch für den Ausbau der touristischen Infrastruktur.
Der Internet-Auftritt des Landkreises umfasst u. a. einen Rad-Bußgeldkatalog und gibt Tipps zum sicheren Abbiegen.

### Landkreis Karlsruhe
Bis zum Jahr 2030 soll ein Radverkehrsanteil im Landkreis Karlsruhe von 25 % erreicht werden.

### Landkreis Lörrach
Im Landkreis Lörrach soll neben dem RadNETZ des Landes ein ergänzendes kreiseigenes Netz ausgebaut werden.

## Kritik
In der im Jahr 2022 veröffentlichten Wirkungskontrolle zur Radstrategie Baden-Württemberg wird dem Land im Vergleich zu anderen Bundesländern ein hohes Maß an Aktivität und Engagement bescheinigt. Vor Ort in den Kommunen und bei den Radfahrenden sei die Wirksamkeit jedoch noch nicht flächendeckend spürbar.
Im Zusammenhang mit der Verleihung der „Qualitätsstufe“ an Heidelberg ist Kritik von Verbänden und Initiativen geäußert geworden, weil die Bewertung weitgehend auf der Selbsteinschätzung der Kommune basiert.